# Snovîdiv, Buceaci
Snovîdiv (în ucraineană Сновидів) este o comună în raionul Buceaci, regiunea Ternopil, Ucraina, formată numai din satul de reședință.

## Demografie
Componența lingvistică a comunei Snovîdiv
     Ucraineană (99,89%)
     Alte limbi (0,1%)
Conform recensământului din 2001, majoritatea populației comunei Snovîdiv era vorbitoare de ucraineană (99,89%), existând în minoritate și vorbitori de alte limbi.